# Deudorix cholas
Deudorix cholas är en fjärilsart som beskrevs av Jordan 1930. Deudorix cholas ingår i släktet Deudorix och familjen juvelvingar. Inga underarter finns listade i Catalogue of Life.